# 東線橋
東線橋（East-Link）是位於愛爾蘭首都都柏林利菲河上的一座橋樑，由都柏林市議會所有運營。東線橋是一座可以開啟的橋樑，開通於1984年，在2015年移交給都柏林市議會。東線橋是131號區道的一部分。現在平均每日有16,000輛車輛通過東線橋，單車和機車通行時不需付費，但汽車和卡車通行時需要付費。